# Drastic Fantastic
Drastic Fantastic to drugi studyjny album szkockiej piosenkarki KT Tunstall, wydany przez Virgin Records w 2007 roku. Singlami z tej płyty są: "Hold On", "Saving My Face" oraz "If Only".

## Lista utworów
1. "Little Favours" – 3:09 (KT Tunstall)
2. "If Only" – 3:46 (Tunstall, Jimmy Hogarth)
3. "White Bird" – 3:13 (Tunstall)
4. "Funnyman" – 2:56 (Tunstall, Martin Terefe)
5. "Hold On" – 2:57 (Tunstall, Ed Case)
6. "Hopeless" – 3:41 (Tunstall)
7. "I Don't Want You Now" – 3:48 (Tunstall)
8. "Saving My Face" – 3:38 (Tunstall)
9. "Beauty of Uncertainty" – 5:01 (Tunstall)
10. "Someday Soon" – 3:53 (Tunstall, Hogarth, Sam Dixon)
11. "Paper Aeroplane" – 3:16 (Tunstall)